# Muga
La Muga ist ein Fluss im Norden Kataloniens. 
Die Muga entspringt in den Pyrenäen auf dem Pla de la Muga (1.186 m) im Montnegre-Gebirge südlich der französischen Grenze und mündet im Golf de Roses in das Mittelmeer. Die Flusslänge beträgt 58 Kilometer und die durchschnittliche Fließgeschwindigkeit 3,34 m³/s (Messort: Castelló d’Empúries).
Die Muga wird auf dem Wege in die Ebene von Alt Empordà von dem Nebenfluss L’Arnera und weiteren kleinen Zuflüssen aus der axialen Zone der Pyrenäen, wie dem Gebiet des Roc de Frausa, der Serra de les Salines und der Serra de l’Albera, gespeist. Nach 5,5 Kilometern Fließstrecke durch tief eingeschnittene Täler wird die Muga durch einen Staudamm in der Schlucht von Boadella unterbrochen. Die Muga erreicht danach 52,5 Kilometer talwärts das unter Naturschutz stehenden Feuchtgebiet Aiguamolls de l’Empordà (Parc Natural dels Aiguamolls de l’Empordà) in der Region Empordà in Katalonien und mündet zusammen mit dem Fluss Fluvià ins Mittelmeer.
Im Oktober 1940 verursachte die Muga eine katastrophale Überschwemmung in der Ampurdán-Ebene.

## Zuflüsse
- L’Arnera
- El Llobregat d’Empordà
- L’Anyet
- L’Orlina
- El Manol

## Ansiedlungen
- Albanyà
- Sant Llorenç de la Muga
- Boadella d’Empordà
- Les Escaules
- Pont de Molins
- Cabanes
- Vilanova de la Muga
- Castelló d’Empúries
- Empuriabrava